# Braganzové
Dynastie Braganzů (portugalsky Casa de Bragança, někdy také Dinastia Brigantina - brigantinská dynastie) krátce Braganzové byla portugalská královská dynastie v letech 1640–1853 (do roku 1910 vládli její potomci v ženské linii Braganza-Wettin). V letech 1822–1889 vládla jako brazilská císařská dynastie. Své jméno odvozují od titulu vévodů z Braganzy resp. panství Braganza na severovýchodním okraji dnešního Portugalska.

## Původ dynastie

Vévodský palác Braganzů ve Vila Viçosa

Dynastie Braganzů byla vedlejší nemanželskou linií dynastie Avis. Zakladatelem dynastie byl Alfons z Braganzy, nemanželský syn portugalského krále Jana I., zakladatele dynastie Aviz. Rod sám se navíc vždy hrdě hlásil ke krvi Alfonsova tchána, sv. Nuna.
Po vymření hlavní linie dynastie Avizů se stala dědičkou portugalského trůnu Kateřina Portugalská, vnučka krále Manuela I. Ta se v roce 1563 provdala za Jana, 6. vévodu z Braganzy. Jejich syn Théodos, vévoda z Braganzy se stal legitimním následníkem portugalského trůnu. V ženské linii byl potomkem krále Manuela I. a v mužské linii byl potomkem krále Jana I. Portugalského.

## Vláda vPortugalsku
Právě Théodosův syn Jan se po odtržení Portugalska od habsburkého Španělska v roce 1640 stal portugalským králem Janem IV. Jeho sok Habsburk Filip IV. Španělský, který pocházel rovněž z pokolení Manuela I. Portugalského, ovšem v ženské linii, kraloval v Portugalsku, když zdědil trůn po svém otci a svém dědovi. Mohutná revoluce a spiknutí vedené Janem zbavily v roce 1640 Portugalsko španělské nadvlády. Vévoda z Braganzy Jan byl lidem prohlášen za krále a následně stvrzen stavy pod jménem Jan IV. Portugalský.
Z dynastie Braganza pocházely jediné dvě portugalské vládnoucí královny, Marie I. a Marie II.
Král Josef I. Portugalský měl čtyři dcery, ale žádného mužského potomka, měl však také mladšího bratra Petra; stál tak před volbou, zda má trůn zdědit jeho nejstarší dcera Marie, nebo jeho mladší bratr Petr. Z dynastických důvodů se tedy 6. června 1760 Petr oženil se svou neteří Marií I. Portugalskou. Jejich sňatek, pro který z důvodu blízké příbuznosti bylo nutno získat papežský dispens, vyloučil všechny pochybnosti o následnictví. Po Josefově smrti na trůn nastoupila jeho dcera Marie a její manžel, Josefův bratr Petr, se stal spoluvladařem jako Petr III., i když se o vládu příliš nezajímal.
V březnu roku 1826 se brazilský císař Petr I. stal po smrti svého otce Jana VI. portugalským králem jako Petr IV. Krátce na to byl v květnu téhož roku donucen portugalským parlamentem k abdikaci ve prospěch své dcery Marie, které v té době bylo pouze 7 let. Jako regent vládla jeho sestra Isabela Marie z Braganzy. Tím byl rozdělen nárok na portugalský a brazilský trůn mezi děti Petra I. Brazilského. Portugalský trůn získala pro své potomky Marie II. a brazilský Petr II.
Portugalští králové z dynastie Braganza
- Jan IV. Portugalský (1640–1656)
- Alfons VI. Portugalský (1656–1667)
- Petr II. Portugalský (1667–1706)
- Jan V. Portugalský (1707–1750)
- Josef I. Portugalský (1750–1777)
- Marie I. Portugalská (1777–1815)
- Marie I. Portugalská (1815–1816), královna Spojeného království Portugalska, Brazílie a Algarves
- Jan VI. Portugalský (1816–1826), král Spojeného království Portugalska, Brazílie a Algarves
- Petr IV. Portugalský (1826), také jako Petr I. (Pedro I.) brazilským císařem v letech 1822–1831
- Marie II. Portugalská (1826–1828 a 1834–1853), společně s manželem Ferdinandem II.
  - Ferdinand II. Portugalský (1837–1853), dynastie Wettinů, manžel a spoluvládce královny Marie II., v letech 1853–1855 regent za syna Petra V.
- Michal I. Portugalský (1828–1834), "Uchvatitel", syn Jana VI., podporovatel absolutismu

Galerie
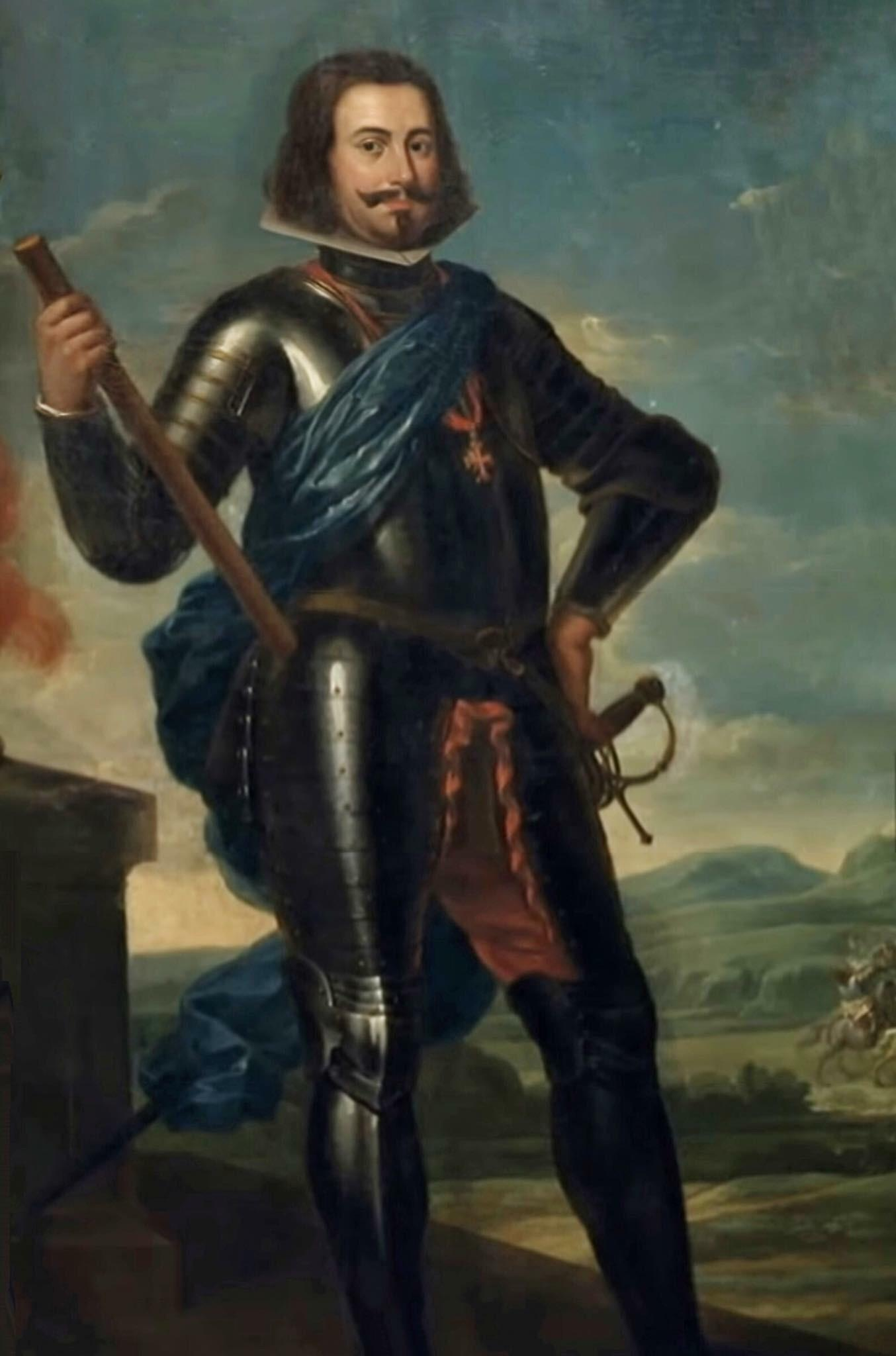
Jan IV.
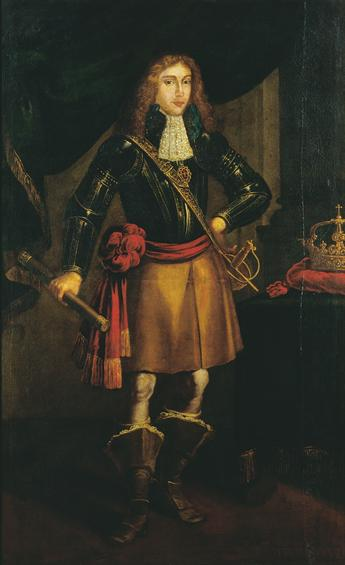
Alfons VI.
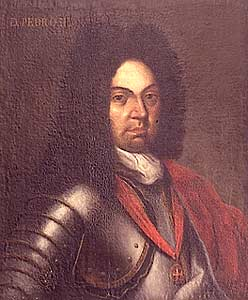
Petr II.
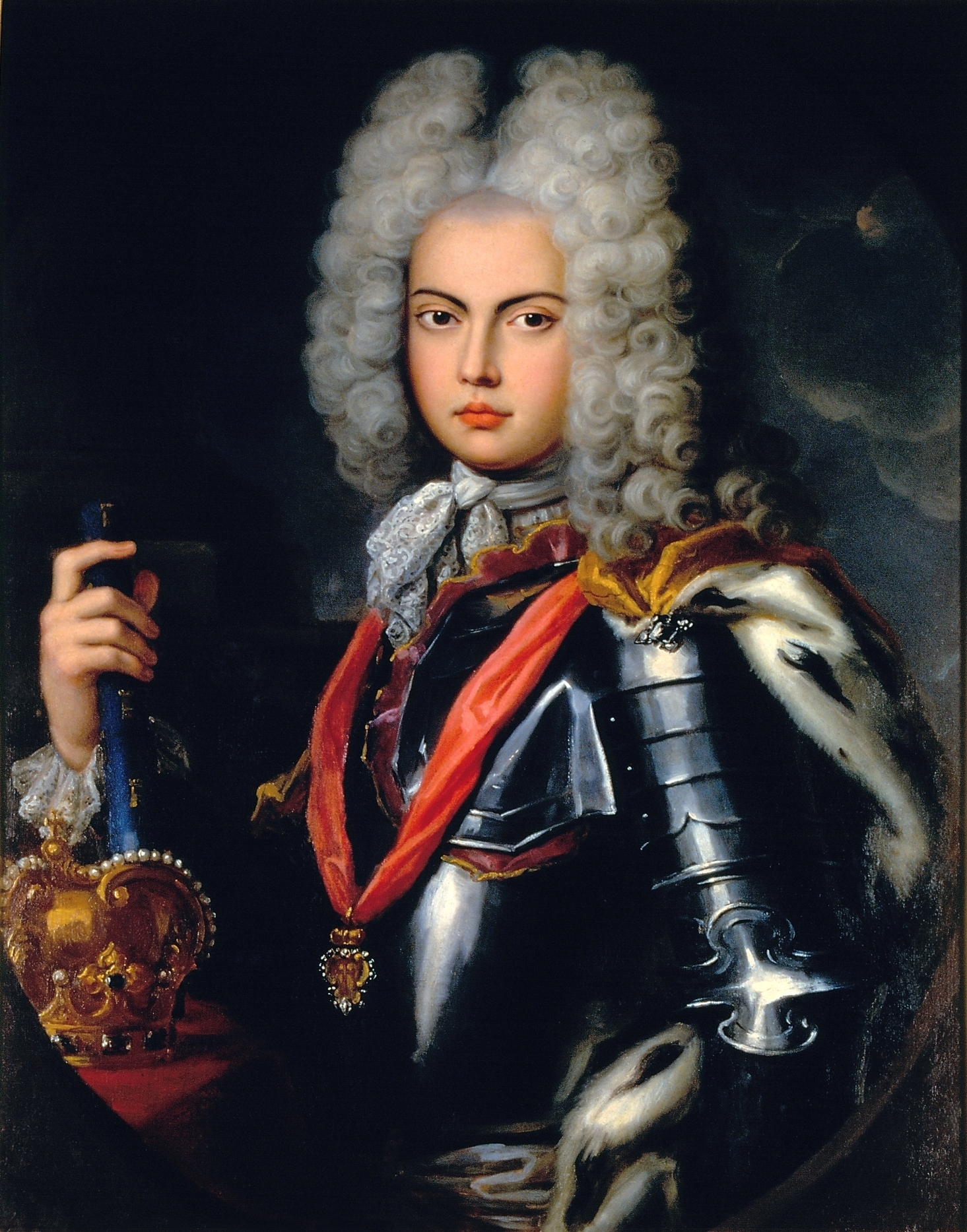
Jan V.
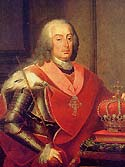
Josef I.
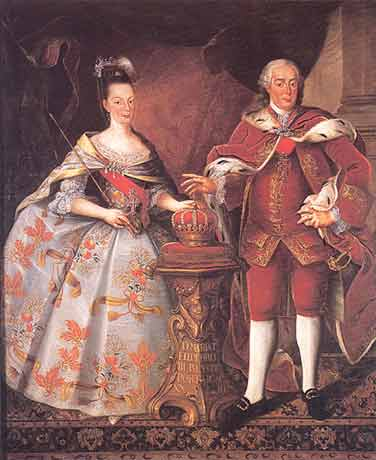
Marie I. a Petr III.
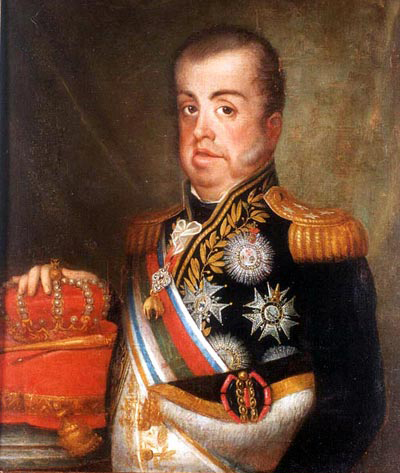
Jan VI.
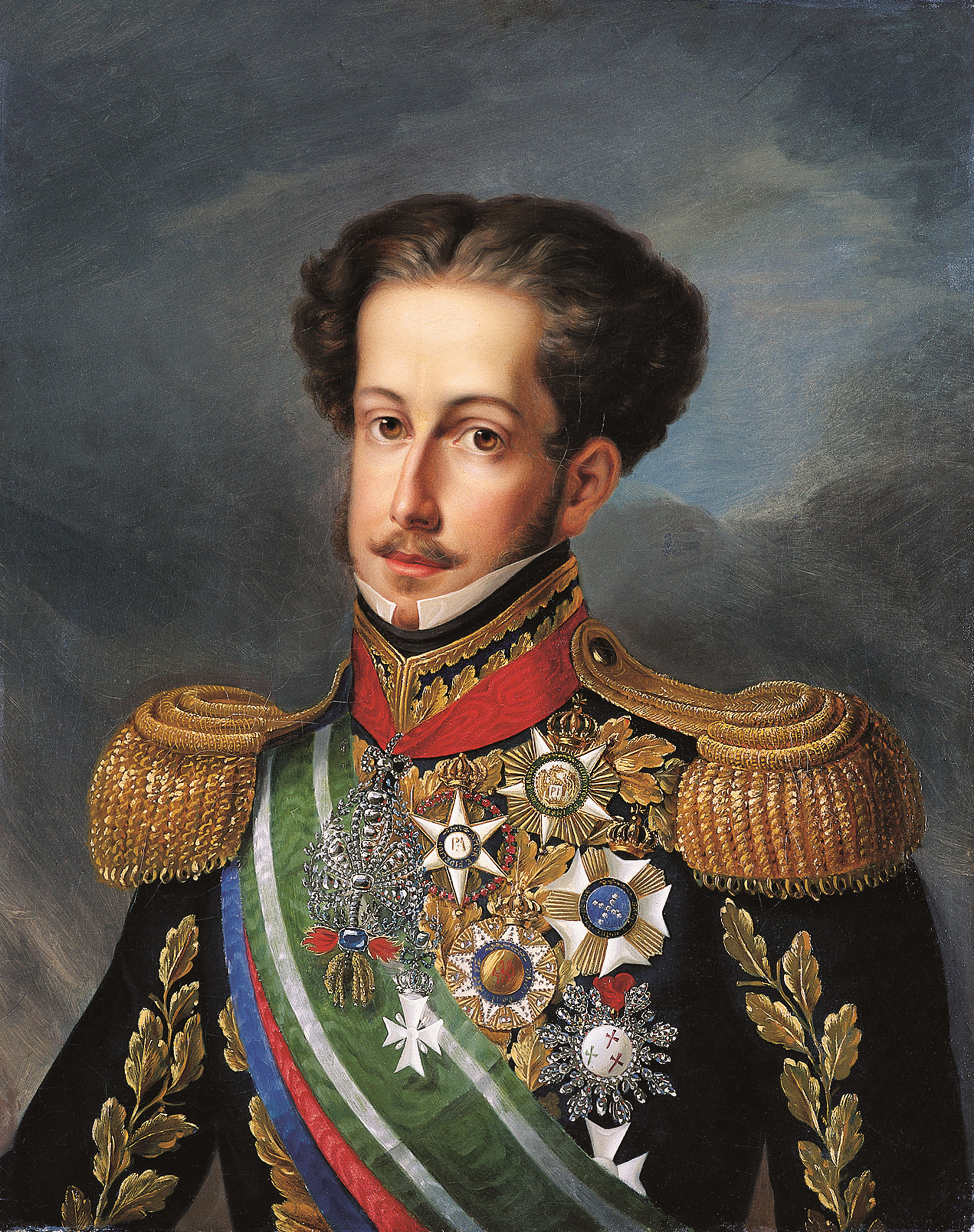
Petr IV.
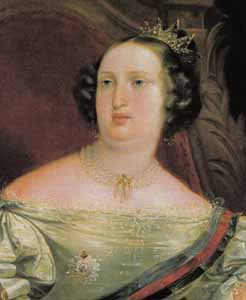
Marie II.
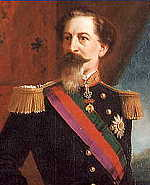
Ferdinand II.

### VětevBraganza-Sasko-Coburg-Gotha(Braganza-Wettin)
- Petr V. Portugalský (1853–1861), syn Marie II. a Ferdinanda II.
- Ludvík I. Portugalský (1861–1889)
- Karel I. Portugalský (1889–1908)
- Manuel II. Portugalský (1908–1910), svržen republikánským převratem

Po smrti krále Manuela II. v roce 1932 přešel nárok na trůn díky jeho dohodě s potomky krále Michala I. právě na ně jako tzv. Michaelovskou linii rodu.

### Hlavy dynastie a titulární králové po roce 1910
- Manuel II. Portugalský (1910–1932)
- Duarte Nuno z Braganzy (1932–1976)
- Duarte Pio z Braganzy (od 1976)

## Brazilská větev
V říjnu 1807 po obsazení Lisabonu vojskem Napoleona Bonaparta uprchl portugalský regent princ Jan spolu se svou matkou královnou Marií I. a dvorem s asi 15 000 dvořany do tehdejší portugalské kolonie Brazílie. Po tomto přesunu královského rodu do Brazílie bylo učiněno zrovnoprávnění brazilské kolonie s Portugalským královstvím a bylo utvořeno Spojené království Portugalska, Brazílie a Algarves. V roce 1815 vyhlásil Jan VI. Brazílii za rovnoprávné království pod portugalskou korunou.
Po Napoleonově pádu v roce zasedla v Portugalsku prozatímní vláda, která v roce 1820 vyzvala krále Jana VI. k návratu. Králův syn Dom Pedro zůstal v Brazílii a převzal v ní regentství a funkci místokrále. V Lisabonu následně cortesy (lidové shromáždění) zrušily rovnoprávnost Portugalska a Brazílie a snažily se obnovit její koloniální status, což v Brazílii vedlo k hnutí za nezávislost, do jehož čela se postavil právě Dom Pedro. Ten nakonec vyhlásil nezávislost Brazílie na Portugalsku a 12. října 1822 byl jako Petr I. prohlášen císařem Brazílie.
V březnu roku 1826 se brazilský císař Petr I. stal po smrti svého otce Jana VI. portugalským králem jako Petr IV. Krátce na to byl v květnu téhož roku donucen portugalským parlamentem k abdikaci ve prospěch své dcery Marie, které v té době bylo pouze 7 let, a za niž jako regentka vládla Petrova sestra Isabela Marie z Braganzy. Tím byl rozdělen nárok na portugalský a brazilský trůn mezi děti Petra I. Brazilského. Portugalský trůn získala pro své potomky Marie II. a brazilský zas Petr II.
Nedlouho poté byl v roce 1831 Petr I. donucen abdikovat i z brazilského trůnu a císařem se stal jeho jediný syn Petr II. Ten ale až do roku 1840, kdy byl prohlášen za plnoletého (bylo mu 14 let) nevládl a místo něj vykonával jeho povinnosti regent. Za plnoletého byl Petr II. prohlášen v roce 1840.

Galerie
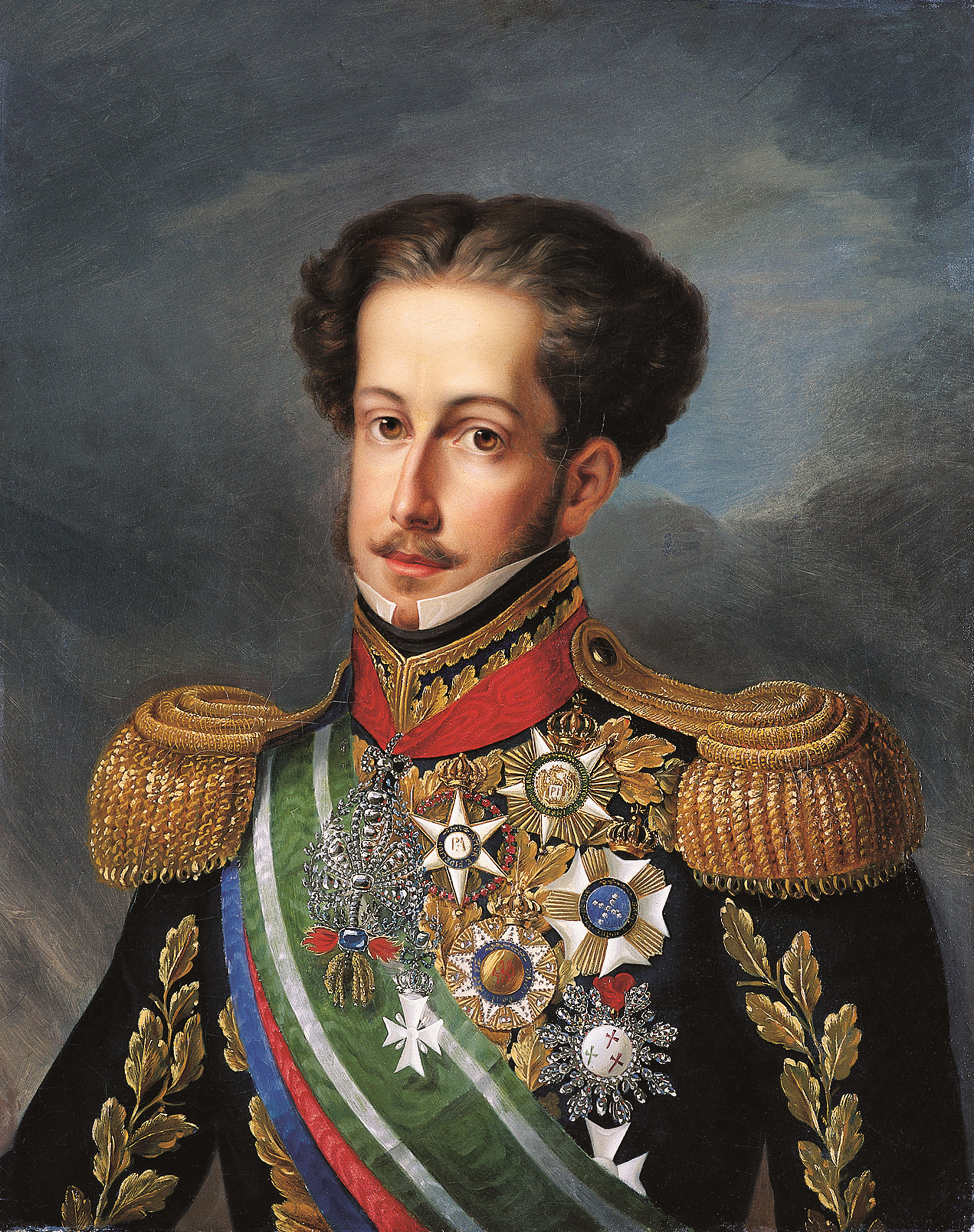
Petr I. Brazilský (1822–1831), též portugalský král jako Petr IV.
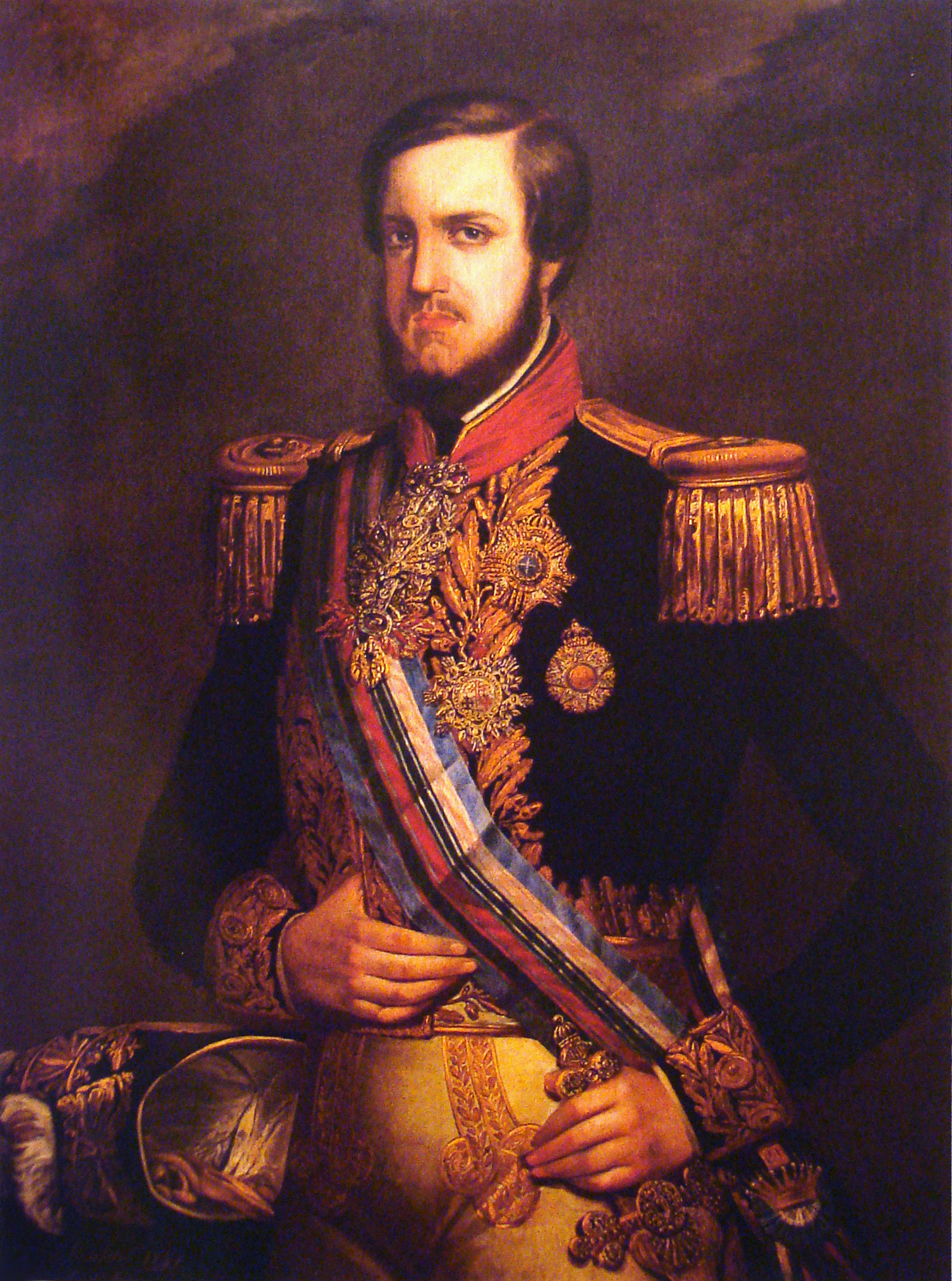
Petr II. Brazilský (1831–1889), v letech 1831–1840 vládli za nezletilého panovníka regenti

- Galerie
- Petr I.
- Petr II.

Císař Petr II. byl v roce 1889 krátce před svou smrtí svržen z trůnu; když v roce 1891 zemřel, nárok na trůn zdědila jeho nejstarší dcera Isabela, císařská princezna, která byla od roku 1888 regentem za nemocného otce. V roce 1864 se provdala za Gastona, hraběte z Eu z dynastie Bourbon-Orléans, čímž založili dynastii Orléans-Braganza (viz níže, část Bourbon-Orléans) a nárok na brazilský trůn zůstal Kapetovcům.
Dále viz dynastie Orléans-Braganza

## Prokletí Braganzů
Od 17. století měli podle pověsti členové dynastie z Braganzy trpět prokletím (portugalsky: Maldição dos Braganças). Příčinou mělo být špatné chování (nakopnutí) krále Jana IV. ke františkánskému mnichu žádajícího o almužnu. Dle pověsti měl každý prvorozený mužský dědic trůnu zemřít dříve, než se stal králem. V mužské linii toto prokletí platilo pro všechny prvorozené mužské dědice rodu jak v Portugalsku, tak v Brazílii. V ženské linii bylo výjimkou v osobě prvorozeného syna Karla I., prince Ludvíka Filipa, který byl zavražděn při atentátu spáchaném na jeho otce. Král Karel I. byl sám prvorozeným synem krále Ludvíka I. Ludvík sám byl mladším bratrem krále Petra V., který byl prvorozeným synem královny Marie II.

## Rodokmen
- Jan I. Portugalský
  -  Alfons, vévoda z Braganzy (nemanželský)
    - Alfons z Braganzy
    -  Ferdinand I., vévoda z Braganzy
      -  Ferdinand II., vévoda z Braganzy ∞ Isabel z Viseu (vnučka Eduarda I., sestra Manuela I.)
        -  Jakub, vévoda z Braganzy
          -  Teodosio I., vévoda z Braganzy
            -  Jan, vévoda z Braganzy ∞ Kateřina, vévodkyně z Braganzy (vnučka Manuela I.)
              -  Teodosio II., vévoda z Braganzy
                -  Jan IV. Portugalský
                  - Teodósio
                  - Alfons VI. Portugalský
                  -  Petr II. Portugalský
                    - Jan
                    - Jan V. Portugalský
                      - Petr
                      - Marie Barbara z Braganzy
                      - Josef I. Portugalský
                        -  Marie I. Portugalská ∞ Petr III. Portugalský
                          - Josef František Xavier
                          -  Jan VI. Portugalský

                      - Petr III. Portugalský
                        - Josef František Xavier
                        - Marie Anna, infantka portugalská a španělská ∞ Gabriel Antonín Španělský
                          -  dynastie Bourbon-Braganza

                        -  Jan VI. Portugalský
                          - František Antonín
                          - Petr I. Brazilský a IV. Portugalský
                            - Marie II. Portugalská ∞ Ferdinand II. Portugalský
                              -  Dynastie Braganza-Sasko-Koburg-Gotha

                            - Miguel z Beiry
                            - Jan Karel, kníže z Beiry
                            - Marie Tereza Portugalská ∞ Petr Karel Španělský a Portugalský
                              -  dynastie Bourbon-Braganza

                            -  Petr II. Brazilský
                              - Alfons Brazilský
                              - Isabela Brazilská ∞ Gaston Orleánský
                                -  dynastie Orléans-Braganza

                              -  Petr Alfons Brazilský

                          -  Michal I. Portugalský
                            -  Miguel, vévoda z Braganzy
                              - Miguel z Viseu (vzdal se nároků na trůn pro sebe a své potomky)
                                - Jan z Braganzy (1912–1991)
                                  -  Michal z Braganzy (1951–)
                                    -  Michal z Braganzy (1986–)

                                -  Michal z Braganzy (1915–1996)

                              - František Josef z Braganzy
                              -  Duarte Nuno z Braganzy (1907–1976) ∞ Marie Františka Orleánská z Braganzy
                                - Duarte Pio z Braganzy
                                  - Alfons
                                  - Marie Františka
                                  -  Denis

                                - Miguel z Viseu
                                -  Jindřich (Henrique) z Coimbry

                      -  Infant Alexandr František

                    - Infant Francisco z Beji
                    - Infant António
                    - Infant Manuel z Ourém
                    -  Michal z Braganzy (nemanželský)
                      -  vévodové z Lafões